# 1662 Hoffmann
1662 Hoffmann је астероид главног астероидног појаса са средњом удаљеношћу од Сунца која износи 2,743 астрономских јединица (АЈ).
Апсолутна магнитуда астероида је 11,3.